# Wu (branche terrestre)
Pour les articles homonymes, voir Wu.
Wu ou Wou (午, pinyin : wǔ) est la septième branche terrestre du cycle sexagésimal chinois, précédée par si et suivie par wei.
Dans l'astrologie chinoise, wu correspond au signe du cheval.  Dans la théorie des cinq éléments, wu est de l'élément feu, et dans la théorie du yin et du yáng, du yáng. En tant que point cardinal, wu représente le sud.
Le mois du wu correspond au 5e mois du calendrier lunaire chinois et l’heure du wu, ou « heure du cheval » à la période allant de 11 à 13 h.

## Combinaisons dans le calendrier sexagésimal
Dans le cycle sexagésimal chinois, la branche terrestre wu peut s'associer avec les tiges célestes geng, ren, jia, bing et wu pour former les combinaisons :
- Gengwu
- Renwu
- Jiawu
- Bingwu
- Wuwu